# 모나 리자 데센딩 스테얼케이스
모나 리자 데센딩 스테얼케이스(Mona Lisa Descending a Staircase)는 미국에서 제작된 조앤 C. 그라츠 감독의 1992년 애니메이션 영화이다. 장 G. 폴롯 등이 주연으로 출연하였다.

## 출연

### 주연
- 장 G. 폴롯